# Basílio Tomás I
Basílio Tomás I (em malaiala: ബസേലിയോസ് തോമസ്; romaniz.: basēliyēās tēāmas, Puthencruz, 29 de julho de 1929 – Cochim, 31 de outubro de 2024) foi um bispo ortodoxo siríaco, Católico da Índia (mafriano) e chefe da Igreja Cristã Síria Jacobita, a Igreja Ortodoxa Siríaca na Índia. Ele foi entronizado em 26 de julho de 2002 pelo Patriarca Siríaco Ortodoxo Inácio Zakka I Iwas, Patriarca de Antioquia e Todo o Oriente em uma cerimônia realizada em Damasco, Síria.

## Morte
Baselios Thomas I morreu em um centro médico em Kochi, em 31 de outubro de 2024, aos 95 anos.